# Portionskaffeemaschine

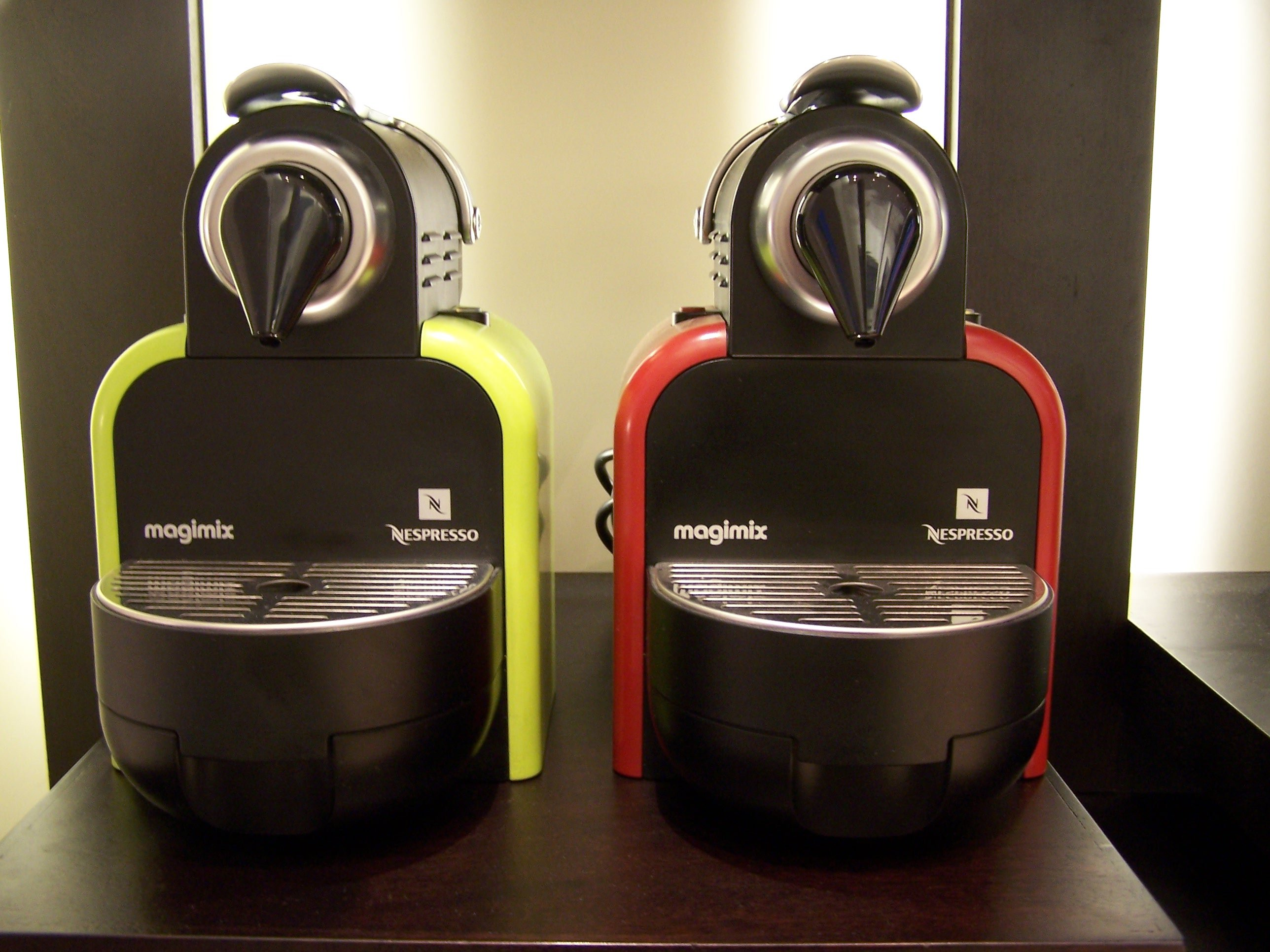
Nespresso Portionskaffeemaschinen

Die Portionskaffeemaschine steht als Sammelbegriff für Kaffeemaschinen, die mit Einzel- bzw. Doppelportionierung, sogenannten Kaffeepads oder -kapseln arbeiten. Bei manchen Maschinen wird auch der Begriff Heißgetränkesystem verwendet, um anzudeuten, dass die Portionen nicht nur mit Kaffeeanteil, sondern auch mit weiteren Geschmackssorten wie Kakao oder Tee angeboten werden. Die charakteristischen Eigenschaften der Portionskaffeemaschine sind die sehr einfache Bedienung und kurze Zubereitungszeit des Heißgetränks durch vorgemischte Zutaten zum passenden Gerät.
Bei proprietären Portionssystemen verdient der Hersteller weniger am Kauf der Maschine als an den vom Verbraucher regelmäßig zu erwerbenden Kaffee-Kapseln.

## Geschichte
Nach Erfindung der Filterkaffeemaschine, beginnend mit der Wigomat in den späten 1950er Jahren, setzte ab den 1970er Jahren eine Massenverbreitung dieser Zubereitungsart ein. Die Folge war ein Preisverfall der meist sehr langlebigen Geräte und eine abnehmende Beteiligung der Maschinenhersteller am gesamten durch Kaffeekonsum erzielten Umsatz.
1986 trat Nespresso auf den Markt. 2001 entwickelten Philips und der Kaffeeanbieter Douwe Egberts mit Senseo ein weiteres Portionskaffee-System. Andere Anbieter zogen mit ähnlichen Systemen nach.
2022 führt die zur Migros gehörende Delica AG zu einer Kugelform gepresste Kaffeeportionen ein, die in einer Papier-Verpackung mit Schutzfolie geliefert werden. Die harte glänzende Kugel wird in eine runde Öffnung des zugehörigen Kaffeeautomaten eingeschoben. Der „Kaffeeball“ besitzt eine unsichtbare, überwiegend aus Alginat bestehende Hülle, die für das in der Maschine erhitzte Wasser durchlässig ist und nach dem Brühen gemeinsam mit der verbrauchten Kaffeekugel kompostiert werden kann.

## Systeme und Anbieter
Die bekanntesten Kaffeepadsysteme und die Kenndaten der Pads bzw. Kapseln sind:
| System- name        | Anbieter                         | Füllmenge    | Leergewicht | Durchmesser | Höhe    | Kapsel/Pad- Material        | Markteinführung |
| ------------------- | -------------------------------- | ------------ | ----------- | ----------- | ------- | --------------------------- | --------------- |
| Caffita             | Gaggia und Ècaffè                | 7 g          | 3,16 g      | 45 mm       | 21 mm   | Kunststoff                  |                 |
| Cafissimo           | Tchibo                           | 7 g          | 3,16 g      | 45 mm       | 21 mm   | Kunststoff                  | März 2005       |
| Delizio / Cremesso  | Delica / Migros                  | 6 g          |             | 34,0 mm     | 23,8 mm | Polypropylen                | 2004            |
| CoffeeB             | Delica AG                        | 5,7 (-6.2) g |             | 25 mm       | 25 mm   | Hülle aus Alginat           | 2022            |
| E.S.E.              | freier Standard, 24 Mitglieder   | 7 g          | 0,2 g       | 44 mm       |         | Papier                      | 1998            |
| Expressi            | Aldi                             |              |             |             |         | Kunststoff                  | Oktober 2013    |
| Espresto            | K-Fee                            | 7,8 g        | 2,3 g       | 45,5 mm     | 27 mm   | Kunststoff                  |                 |
| K-Cup               | Keurig                           |              |             | 51 mm       | 45 mm   | Kunststoff/Aluminium/Papier | 1997            |
| Nescafe Dolce Gusto | Nestlé, De’Longhi, Krups         | 7 g          | 3,4 g       |             |         | Kunststoff/Aluminium        | 2005            |
| Nespresso Original  | Nestlé, De’Longhi, Krups         | 5 g          | 1 g         | 28,8 mm     | 30,0 mm | Aluminium                   | 1986            |
| Nespresso Vertuo    | Nestlé, De’Longhi, Krups         | 7 g – 12 g   |             |             |         | Aluminium                   | 2014            |
| Qbo                 | Tchibo                           | 7,5 g        |             |             |         | Polypropylen                | 2016            |
| Senseo              | Philips und Jacobs Douwe Egberts | 6,9 g        |             | 68 mm       | 6 mm    | Papier                      | 2001            |
| Tassimo             | Jacobs Douwe Egberts             | 7 g          | 4,4 g       |             |         | Kunststoff                  | 2005            |

### Der offene ESE-Standard
E.S.E. − Easy Serving Espresso ist ein offener Standard für Pads, der vom Istituto Nazionale Espresso Italiano normiert ist. Rund 24 Hersteller sind Mitglied des E.S.E. Konsortiums. Ein Pad besteht aus 7 Gramm Kaffee und 0,2 Gramm Papier und ist somit voll biologisch abbaubar. Pad-Hersteller sind u. a. Illy, Lucaffé, Hausbrandt, Hornig und Schreyoegg. Maschinen sind von den unterschiedlichsten Herstellern erhältlich, auch lassen sich viele herkömmliche Siebträger-Maschinen durch spezielle Siebe auf E.S.E.-Pad-Betrieb erweitern.

### Weitere Systeme

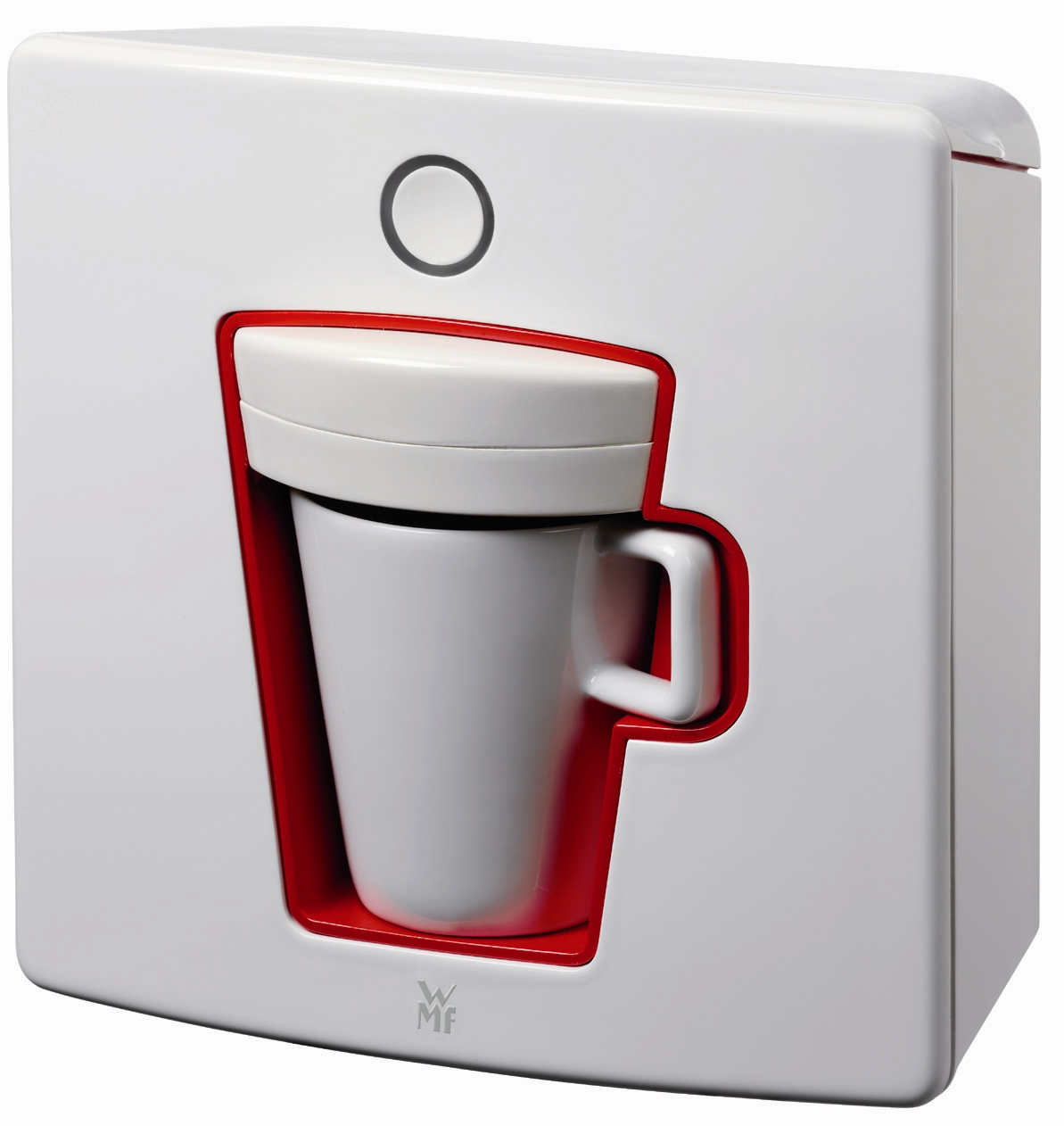
WMF Kaffeepad-Maschine mit integrierter Spezialtasse

- Lavazza – Das Unternehmen bietet zwei verschiedene Systeme für Espresso bzw. Heißgetränke-Zubereitung an, „LavazzaBlue“ sowie das ältere „Espresso Point“, deren Kapseln nicht kompatibel sind. Das System ist eine Variante der Nespresso-Weiterentwicklung von Eric Favres Firma Monodor und von dieser weltweit (außer in der Schweiz) lizenziert. Die Kapseln bestehen aus Polypropylen.
- Gaggia: Gaggia und Princess bieten wie Tchibo-Maschinen für das Caffita-System an, beispielsweise die Gaggia Evolution Caffitaly und die Princess Caffita 201E.
- Padova – Das Unternehmen Stefano Il Caffè bietet unter dem Namen „Padova“ eine ähnliche Maschine an, die allerdings keine vollkommen runden Pads benutzt, sondern viereckige mit abgerundeten Ecken. Runde Pads in dieser Maschine zu benutzen, funktioniert nicht einwandfrei und das Ergebnis kommt geschmacklich bei weitem nicht an die Original-Pads heran. Baugleiche Modelle zur „Padova“, allerdings für runde Pads, bieten die Firmen Petra (Padissima KM-Serie) und Privileg (Trio).
- Spressino – Das Unternehmen verkauft in Deutschland, Österreich, Italien, Tschechien und Russland ein Pad-System, das im Original von Malongo stammt und 1-2-3 spresso heißt.
- K-Fee: Ein System des Instant-Heissgetränkeherstellers Krüger, das u. a. gemeinsam mit der Bild-Zeitung vermarktet wurde. Krüger fertigt das K-Fee-System mittlerweile weltweit für eine Hand voll Unternehmen[7], so u. a. seit 2012 für Starbucks in den USA unter dem Namen „Starbucks Verismo“ und Aldi unter dem Namen „Expressi“ (Ersteinführung: Aldi Australien im Jahr 2011, Aldi Deutschland seit Ende 2013, Andere Länder stehen aus).
- A MODO MIO (Lavazza)
- WMF – Das Gerät WMF 1 ist der kleinste Kaffeepad-Automat und arbeitet mit Senseo-kompatiblen Pads und eigener Tasse.
- MyCup war ein Kaffeepadsystem von Melitta, das in Deutschland (ab September 2004) den Niederlanden, Österreich und der Schweiz (ab Februar 2005) angeboten wurde.[8] MyCup-Pads waren der Form von Kaffeefiltertüten nachempfunden.

## Kritik

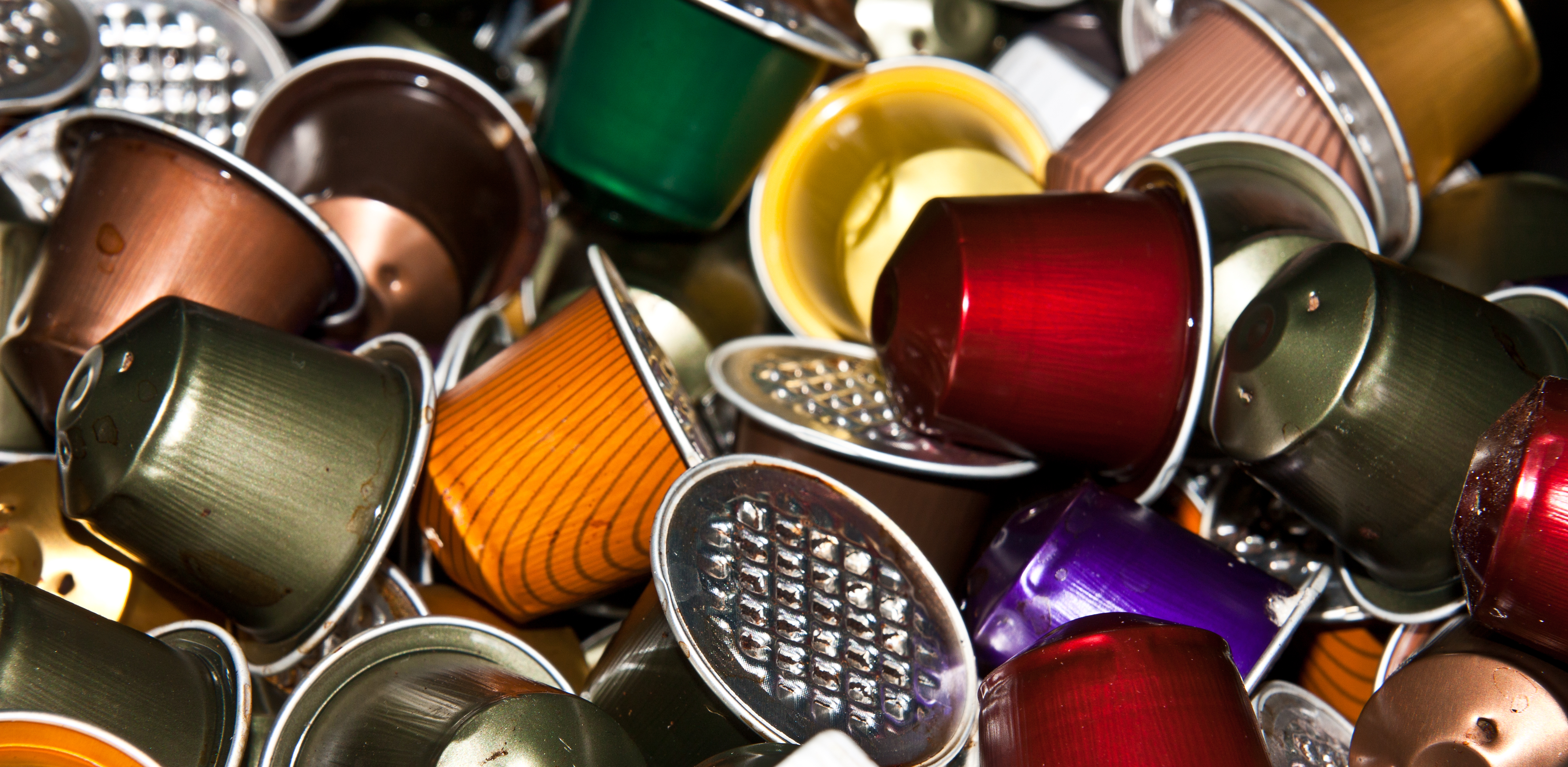
Verpackungen eines Kapselsystems

### Umweltbilanz

#### Benutzte Kaffeekapseln
Während das benutzte Kaffeepulver, Papierfilter aus Filterkaffeemaschinen sowie aus Zellstoff gefertigte Kaffeepads kompostierbar sind, bestehen Kaffeekapseln aus Kunststoff, Aluminium oder Verbundwerkstoffen. Im Jahr 2012 wurden in Deutschland 6640 Tonnen Kaffeekapseln verkauft. Recycling findet kaum statt. Bei einer 250-Gramm-Packung Espresso, mit der sich rund 35 Tassen zubereiten lassen, fällt nur ein Zehntel der Abfallmenge an.
In einer Studie der EMPA wurde festgestellt, dass die Umweltbilanz im Durchschnitt zu 25 % von Kaffeepad bzw. Kapsel selbst bestimmt ist. Der wesentliche Umweltfaktor sei die Kaffeeproduktion in den Erzeugerländern, die je nach Anbaumethoden 1 bis 70 % der Umweltbilanz des Getränks ausmache. Alternativ gibt es wiederbefüllbare Edelstahlkapseln und Aufbrühsysteme ohne Filter.

#### Kaffeemaschinen
Aufgrund der Preisgestaltung durch den Lock-in-Effekt sowie konkurrierende Systeme kommt eine Vielzahl neuer Maschinen zum Verkauf. Die Maschinen sind zwar deutlich teurer als Kochendwasserbereiter (Wasserkocher oder Filterkaffeemaschine), aber offenbar nicht langlebiger. Noch verursachen Kaffeevollautomaten weniger Müll und können trotz hoher Anschaffungskosten nach 20 Monaten amortisiert sein. Kapselmaschinen enthalten Hochleistungs-Kunststoffe, einen druckfesten, schweren Erhitzer aus Aluminiumguss (sogenannter Thermoblock), Elektronik sowie eine schwere Kupferspule für die Hochdruck-Membranpumpe und damit wesentlich mehr wertvolle Materialien als eine Filterkaffeemaschine.

### Anschaffungs- und Betriebskosten
Beispiele der Stiftung Warentest im Oktober 2015 mit Angabe des mittleren Anschaffungspreises und einer Berechnung der Verbrauchskosten für Kaffeekapseln für das erste Jahr, bei einem Tagesbedarf von vier Espresso oder Kaffee Crema:
| Portionskaffeemaschinentyp   | Anschaffungspreis | Preis für eine Kapsel | Kosten im ersten Jahr |
| ---------------------------- | ----------------- | --------------------- | --------------------- |
| Aldi Süd Expressi K-fee 117  | 070,00 Euro       | 0,17 Euro             | 318,37 Euro           |
| Delica Cremesso Compact One  | 068,00 Euro       | 0,25 Euro             | 433,25 Euro           |
| De’Longhi Nespresso U EN 110 | 106,00 Euro       | 0,37 Euro             | 646,57 Euro           |
| AEG Lavazza LM6000           | 199,00 Euro       | 0,38 Euro             | 754,18 Euro           |

#### Lock-in-Effekt
Kaffeesysteme stehen aufgrund des Lock-in-Effekts unter Kritik. Die Systeme sind untereinander nicht kompatibel, für jedes System sind verschiedene Kaffeepads bzw. -kapseln erforderlich. Ursprünglich waren diese nur vom jeweiligen Hersteller verfügbar, was die Auswahlmöglichkeiten sehr einschränkte. Mittlerweile sind aber auch Kaffeeportionen von anderen Anbietern erhältlich. Kritisiert wird auch, dass die Anschaffungskosten für die jeweiligen Kaffeemaschinen niedrig sind, die Folgekosten für die Kaffeepads dafür – zum Teil um ein Vielfaches – über dem von herkömmlichem Kaffee liegen.